# Camí del Vilardell
El Camí del Vilardell és una pista rural dels termes municipals de Sant Quirze Safaja i de Castellcir a la comarca del Moianès. Com la major part dels camins, el seu nom és de caràcter descriptiu: és el camí que des de Castellcir menava a la masia castellterçolenca del Vilardell.
Arrenca de la carretera local que puja des de la carretera BV-1341 al capdamunt del poble vell de Sant Quirze Safaja, ran de l'església parroquial i de l'arrencada del Camí de Bernils, en el lloc on aquesta carretereta fa un retomb sobtat de 360°, un camí asfaltat surt cap al nord, travessant els Camps del Rector. Aquest camí que segueix la riba esquerra del Tenes i de l'Embassament de Sant Quirze Safaja deixa a llevant Can Brugueroles, Can Curt i Can Gall, i a la cua de l'embassament abandona el terme municipal de Sant Quirze Safaja.
Entrant en el de Castellcir, travessa el Tenes a ponent de la Font de Puigdomènec, i ressegueix tota la Solella del Vilardell pel costat est, deixant la masia del Vilardell a dalt del serrat i a ponent. El camí, a la primera cruïlla, comença a enfilar-se fent ziga-zagues cap amunt del serrat, fins que arriba a la masia del Vilardell en 2,5 quilòmetres.
Aquest camí se sobreposa al tram final del Camí de Sant Quirze.